# Balaban (hangszer)
A balaban vagy balaman (azeriül: Balaban) egy hagyományos fúvós hangszer Azerbajdzsánban. Hengeres furatú, de az oboához hasonlóan kettős nádsípos, körülbelül 30 cm hosszú hangszer nyolc ujj-lyukkal és egy hüvelyklyukkal.

## Leírása
A balaban egész Azerbajdzsánban közismert és kedvelt, emellett Irán határmenti területein is előfordul. A balaban általában eperfából vagy más keményebb fából, például diófából készülhet. A hangszeren átmenő furat átmérője körülbelül 1,5 centiméter. A dupla nádsíp egyetlen, körülbelül 6 cm hosszúságú nádcsőből kerül kialakításra úgy, hogy az egyik végén ellapítják. Az előadó a szájüregében tárolt levegőt használja a balaban megszólaltatásához, mialatt beszívja az orrán át a levegőt a tüdejébe. Általában ezt a „körkörös” légzéstechnikát használják az összes közel-keleti kettős nádsípos hangszernél. 

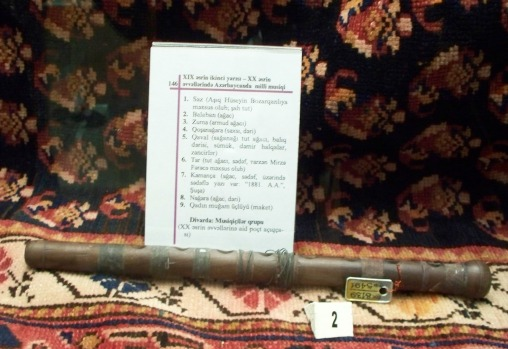
Balaban az Azerbajdzsáni Nemzeti Történelmi Múzeumban

## Érdekességek
Egy Kamil Cəlilov által balabanon eljátszott azeri népdal felvétele felkerült a Voyager-űrszondák aranylemezeire is, így az azeri népet ez a dal képviseli az emberiség számos kulturális eredménye között, melyeket az űrbe vittek magukkal a szondák.

## Fordítás
- Ez a szócikk részben vagy egészben  a   Balaban (instrument) című angol Wikipédia-szócikk ezen változatának fordításán alapul.  Az eredeti cikk szerkesztőit annak laptörténete sorolja fel. Ez a jelzés csupán a megfogalmazás eredetét és a szerzői jogokat jelzi, nem szolgál a cikkben szereplő információk forrásmegjelöléseként.